# Dampierre-en-Crot
Dampierre-en-Crot település Franciaországban, Cher megyében. Lakosainak száma 203 fő (2022. január 1.). Dampierre-en-Crot Barlieu, Concressault, Oizon, Vailly-sur-Sauldre és Villegenon községekkel határos.

## Népesség
A település népességének változása:
| Lakosok száma | 312  | 239  | 266  | 223  | 208  | 205  | 204  | 203  | 203  | 203  |
|               | 1968 | 1982 | 1990 | 2006 | 2013 | 2015 | 2017 | 2019 | 2020 | 2022 |